# 尼比魯
尼比魯（Nibiru），是蘇美爾人的神話傳說中的神，其名讳在苏美尔语里有“渡船”之意，该神明象征的节气是夏至。

## 其他
撒迦利亞·西琴在其著作中，以该神命名了一颗行星，在他的筆下也把其他神明當成星球或外星種族，如迪亞馬特被設定為地球的前身，而有尼比魯碰撞的説法。根據蘇美爾文化中的記載，尼比魯三千六百年進入太陽系一次，上面住著一種稱為尼菲林人的人種，身高相當高，並不是永生，而是存活期約為地球的三十六萬年。傳說中，尼菲林人為元素金到地球進行採集，期間創造了人類以助其搜索金。